# Сарагулка
Сарагу́лка (рос. Сарагулка) — селище у складі Туринського міського округу Свердловської області.
Населення — 55 осіб (2010, 153 у 2002).
Національний склад населення станом на 2002 рік: росіяни — 93 %.